# Liviu-Dieter Nisipeanu

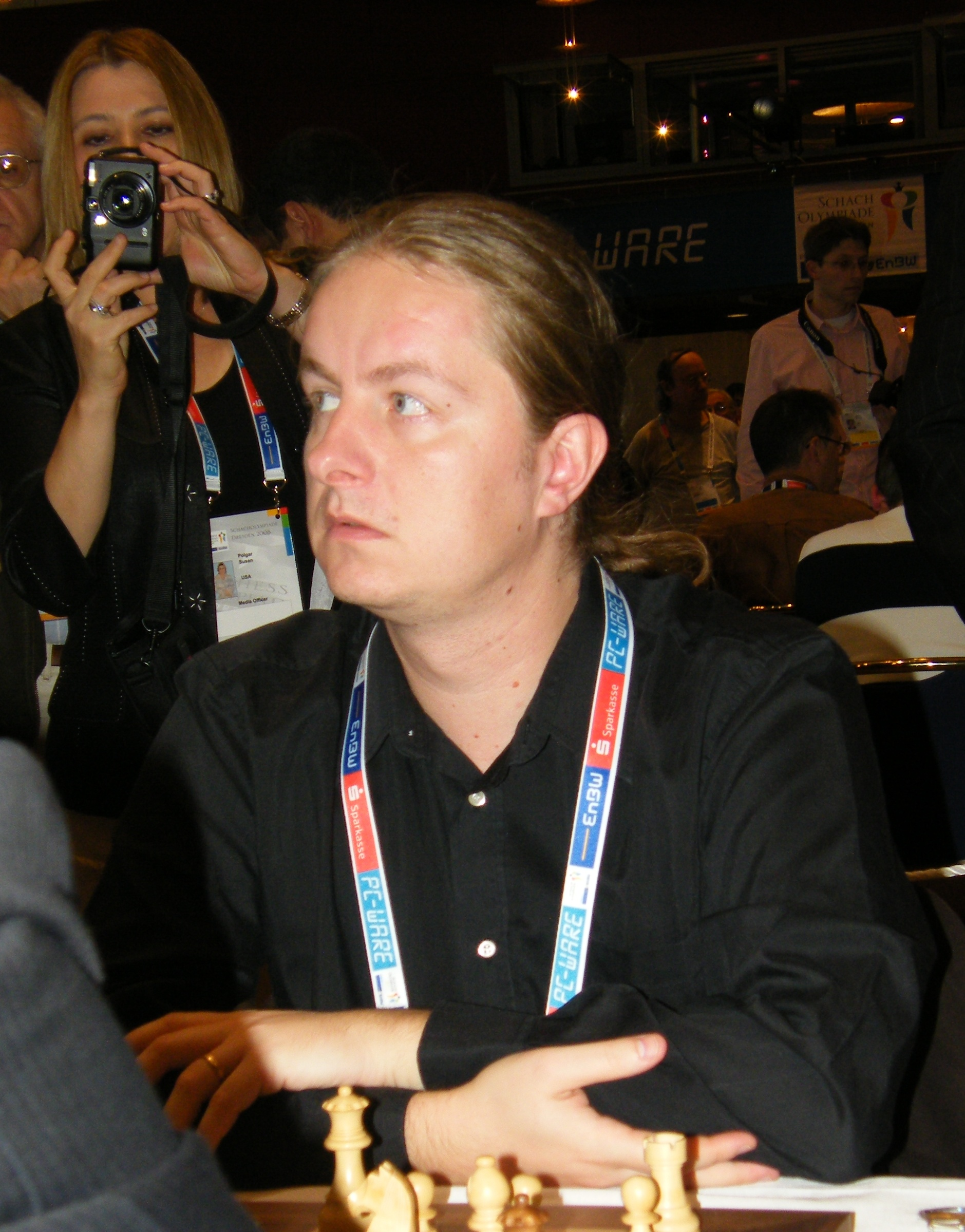
Şahistul român Dieter Nisipeanu

Liviu-Dieter Nisipeanu (n. 1 august 1976, Brașov, România) este un șahist român, mare maestru la șah. Din 2014 până în 2023 el a reprezentat Germania. Mama sa este săsoaică.
Primul său antrenor, cel care l-a îndrumat de la vârsta de 7 ani, a fost maestrul internațional Radovici Corvin, același antrenor ce l-a descoperit și șlefuit pe Florin Gheorghiu, primul mare maestru român. La vârsta de 17 ani a câștigat campionatul național de seniori.
Consacrarea internațională o obține în anul 1996 când reușește un remarcabil loc 2 la Campionatul European de Juniori.
În anul 1999 a atins semifinalele Campionatului Mondial de Șah disputat în Las Vegas învingându-i în drumul său pe principalii favoriți ai turneului, Aleksei Șirov și Vasili Ivanciuk. A fost învins de viitorul campion mondial Alexander Khalifman.
În vara anului 2005 reușește cea mai mare performanță din cariera sa și din istoria șahului românesc, câștigarea medaliei de aur la Campionatul European de Șah (Varșovia). Această performanță l-a propulsat pe locul 15 în ierarhia mondială cu un coeficient elo de 2707. Competiția a avut la start 220 de participanți. Nisipeanu a obținut 7 victorii și 6 remize, cu un rezultat foarte bun, de 10 puncte din 13 posibile.
În aprilie 2006, Nisipeanu a jucat la București un meci de patru partide împotriva campionului mondial FIDE Veselin Topalov. Topalov a câștigat cu scorul de 3:1.